# بخش سامرفورد (شهرستان مدیسون، اوهایو)
بخش سامرفورد (به انگلیسی: Somerford Township) یک منطقهٔ مسکونی در ایالات متحده آمریکا است که در شهرستان مدیسون، اوهایو واقع شده‌است.
 بخش سامرفورد ۷۷٫۳ کیلومتر مربع مساحت و ۶٬۹۷۵ نفر جمعیت دارد و ۳۳۴ متر بالاتر از سطح دریا واقع شده‌است.